# Annie Lazor
Annie Lazor (ur. 17 sierpnia 1994 w Detroit) – amerykańska pływaczka specjalizująca się w stylu klasycznym, mistrzyni świata na krótkim basenie i brązowa medalistka igrzysk olimpijskich.

## Kariera
W 2018 roku na mistrzostwach świata na krótkim basenie w Hangzhou zwyciężyła na dystansie 200 m stylem klasycznym (2:18,32).
Rok później podczas igrzysk panamerykańskich w Limie zdobyła trzy złote medale. Okazała się najlepsza w konkurencjach 100 i 200 m stylem klasycznym, uzyskawszy odpowiednio czasy 1:06,94 i 2:21,40. Trzeci złoty medal zdobyła w sztafecie 4 × 100 m stylem zmiennym.
Na igrzyskach olimpijskich w Tokio na dystansie 200 m stylem klasycznym wywalczyła brąz z czasem 2:20,84.